# 热米尼亚努
热米尼亚努（葡萄牙語：Geminiano）是巴西皮奥伊州的一个市镇。总面积471.57平方公里，总人口5364人，人口密度11.4人/平方公里。